# Perquenco
Perquenco (del mapudungún perken ko, 'agua sanadora') es una comuna de la zona sur de Chile ubicada al norte de la Provincia de Cautín, en la Región de la Araucanía, a 43 km al norte de Temuco, su capital regional. En su geografía, destaca por ser una llanura que forma parte de la depresión intermedia y es atravesada por la cuenca del río homónimo, el cual desemboca en el río Quillén.
Integra junto a las comunas de Angol, Collipulli, Curacautín, Ercilla, Lonquimay, Los Sauces, Lumaco, Purén, Renaico, Traiguén y Victoria (de la Provincia de Malleco); Galvarino, Lautaro, Melipeuco y Vilcún (de la Provincia de Cautín); el Distrito Electoral N° 22 que elige a cuatro diputados. Así mismo pertenece a la XI Circunscripción Senatorial que comprende a la Región de La Araucanía que cuenta con cinco escaños en el Senado.

## Historia
La historia de la comuna actual surge a partir de la antigua comuna de Quillén, o también conocida como «Quillém», que pertenecía administrativamente a la antigua provincia de Malleco. En 1896, el primer alcalde de la comuna, Nicasio de Toro, decide trasladar la cabecera comunal al sector de Perquenco, que experimentaba un creciente desarrollo urbano, comercial y agropecuario, además del establecimiento de la estación homónima de ferrocarrilles cuatro años antes. Este cambio fue finalmente ratificado como Ley de la República el 23 de enero de 1901, bajo el gobierno de Federico Errázuriz Echaurren, firmado también por el entonces Ministro del Interior, Juan Antonio Orrego.
A fines del siglo XIX, fue la capital de un breve y fallido intento de Estado llamado Reino de la Araucanía y la Patagonia, liderado por el francés Orélie Antoine de Tounens.

## Medio ambiente

### Geomorfología y componentes abióticos

Trazado simplificado de los ecosistemas y cuerpos de agua presentes en la comuna de Perquenco.

La comuna de Perquenco se encuentra emplazada en las unidades geomorfológicas de Llano central con morrenas y conos y Precordillera; y presenta según la clasificación climática de Köppen clima mediterráneo de lluvia invernal (Csb). Esta además se halla en la cuenca hidrográfica de río Imperial. Además, la comuna posee diversos cuerpos de agua, entre los que se destacan el río Cautín y río Quillen.

### Componentes bióticos
Dentro del territorio de la comuna se puede encontrar el siguiente ecosistema:
- Bosque caducifolio mediterráneo donde predominan Nothofagus obliqua y Persea lingue (En peligro crítico)

### Medidas de protección ambiental y conflictos socioambientales
Hasta 2022, la comuna de Perquenco no cuenta con áreas territoriales destinadas a la protección ambiental.

## Administración

### Municipalidad
La Ilustre Municipalidad de Perquenco es dirigida por su alcalde, Alejandro Sepúlveda Tapia (PPD), quien es la máxima autoridad comunal, y por el concejo municipal, compuesto por seis concejales: Juan Rivas, Wilson Soto, Miguel Lara, Mauricio Sandoval , Milton Brante y Gerardo Sanhueza. 

### Representación parlamentaria
Asimismo, la comuna pertenece al  Distrito Electoral N° 22, el cual es representado en la Cámara de Diputados del Congreso Nacional por los parlamentarios Diego Paulsen Kehr (RN), Jorge Rathgeb Schifferli (RN), Mario Venegas Cárdenas (DC) y Andrea Parra Sauterel (PPD). Adicionalmente, como parte de la XI Circunscripción Araucanía, es representada en el Senado por los legisladores José García Ruminot (RN), Felipe Kast Sommerhoff (Evópoli), Carmen Gloria Aravena Acuña (Evópoli), Francisco Huenchumilla Jaramillo (DC) y Jaime Quintana Leal (PPD).

## Economía
En 2018, la cantidad de empresas registradas en Perquenco fue de 85. El Índice de Complejidad Económica (ECI) en el mismo año fue de -0,84, mientras que las actividades económicas con mayor índice de Ventaja Comparativa Revelada (RCA) fueron Barrido de Exteriores (655,72), Servicio de Roturación de Siembra y Similares (115,85) y Venta al por Menor de Carbón, Leña y Otros Combustibles de uso Doméstico (69,09).

## Servicios públicos

### Educación
La comuna cuenta con dos establecimiento de educación media: El Liceo Isabel Poblete Vargas, recinto público científico-humanista dentro del área urbana; y el Liceo Agrícola San Sebastián, de tipo técnico-profesional, particular subvencionado y ubicado a un costado de la Ruta S-103 en el área rural, a escasos kilómetros de la ciudad.
El primer establecimiento educacional en la historia de la comuna fue la Escuela Alemana, de religión protestante fundada en 1904 por los colonos europeos de habla alemana en el sector de Quillén, recinto que en la actualidad se encuentra cerrado.

### Salud
En salud pública, el CESFAM Federico Thieme de Perquenco es un centro de atención primaria de salud que cuenta con una sala de urgencias y un consultorio. Asimismo, dependen de él tres Postas de Salud Rural (PSR) ubicadas en Quillém, Rehuecoyán y Pitraco. Para atenciones de mayor complejidad, los pacientes son derivados al Hospital Dr. Abraham Godoy Peña de Lautaro, de mediana complejidad, o al Hospital Regional, de alta complejidad ubicado en Temuco.

### Seguridad
En orden público y seguridad ciudadana, el Retén Perquenco de Carabineros de Chile es una unidad policial dependiente de la 1.ª Comisaría de Lautaro, la que a su vez se subordina a la 22.ª Prefectura Cautín.
El Cuerpo de Bomberos de Perquenco fue fundado en 1977 y cuenta con una compañía. Sirve de apoyo a las compañías de las comunas vecinas, Lautaro y Galvarino.

## Personas destacadas
- Julio César Jobet (1912 - 1980): historiador y político.

## Medios de comunicación

### Radioemisoras
FM
- 88.5 MHz - Radio Mirador